# Козелецкий уезд
Козелецкий уезд — административно-территориальная единица Черниговской губернии. Центр уезда — город Козелец.

## Географическая и статистическая информация
Расположен на юге губернии. Площадь уезда — 2787 кв. верст или 290 328 десятин (3 171 км²) — представляет плоскую низменность, сильно болотистую, особенно в средней части.
С западной стороны Козелецкий уезд прилегает к Остерскому уезду, упирающемуся в Днепр и прерванному низовьями Десны. Отсюда понятна и болотистость и низменность обоих уездов. Форма их нарезана линиями, параллельными меридиональному Днепру; поэтому и форма Козелецкого уезда — правильный прямоугольник, северо-западный угол которого почти упирается в реку Десну; по средней части уезда проходит вдоль 49° меридиана; поперек пересекает широту 51°; южная граница на широте Киева. Наибольшее протяжение уезда с севера на юг и по меридиану — 80 верст; ширина в северной части — 28 верст, в южной — 43 версты. Возвышение реки Десны над уровнем моря при городе Остёр 315 футов; средняя высота уезда 435 футов.
Жителей (без города Козельца) 131 914 человек (65 812 мужчин и 66 102 женщины), в том числе крестьян 128 790; на 1 кв. версту 45 сельских жителей. С 1862 по 1894 г. население увеличилось с лишком в 1½ раза. 3 полицейских стана, 5 земских участков, 12 волостей, 233 сельских общества. Крестьянских дворов — 20812, некрестьянских — 1201.
Главные хлеба — рожь, овес, ячмень, гречиха. Продовольственного капитала 21558 руб. Урожайность колеблется от 11 пудов до 20 в низшем разряде земель; 30—50 пудов в среднем и до 70—90 в наиболее плодородной полосе, в юго-восточном углу чернозёмной площади Козелецкого уезда. Скота (в 1892): лошадей — 33539; рогатого скота — 29138 голов; овец — 83428; тонкорунных нет. В крестьянском владении числилось в 1893 г. 129147 десятин, частных лиц 110562 десятины. У крестьян пахотной земли — 95053 десятины. Арендная плата за десятину нечернозёмной земли от 5 до 11 руб., чернозема от 10 до 16—17 руб. в год. Болотные сенокосы снимаются по 3—5 руб., суходолы по 7—10 руб. Земское обложение земель дает с крестьянских земель 34719 руб., с помещичьих 29043, всего 63862 руб. Всех земских сборов 80520 руб. Торговых заведений, обложенных 3 % сбором, 131. 8 кирпичных с производством на 35000 руб. Изразцовый и черепичный на 7 тыс. руб., четыре винокуренных завода на сумму 405 тыс. Один пивоваренный на 2 тыс. руб., 9 кожевенных заводов с производством на 6000 руб. Весь фабрично-заводский оборот — 462130 руб. Торговых документов выдано в 1892 г. 979. 31 ярмарка, на которые в 1893 г. привезено на 480 тыс. руб., продано на 300 тыс. руб. товаров. Крестьянское население в Козелецком уезде преимущественно малороссийское; главное занятие — земледелие. За 9 лет деятельности крестьянского земельного банка крестьянами куплено 143 десятины, причем крестьянским банком дано в ссуду 9699 руб. и крестьянами доплачено 2795 руб. Мирских расходов 30 тыс. руб. Земских врачей, вместе с городом — 7; на медицинскую часть земство израсходовало 31378 руб., на школы 17876 руб.

## История
Уезд образован в 1781 году в составе Киевского наместничества. В 1796 году вошёл в состав восстановленной Малороссийской губернии. С 1802 года — в Черниговской губернии. В 1864 году создано уездное земство.  В 1923 году уезд был упразднён, на его территории образован Козелецкий район Нежинского округа.

## Административное деление
В уезде было 3 полицейских стана, 5 земских участков, 12 волостей, 233 сельских общины.
| Волость       | Волостной центр | Количество сельских общин |
| ------------- | --------------- | ------------------------- |
| І стан        |                 |                           |
| Чемерская     | Чемер           | 24                        |
| Держановская  | Держановка      | 29                        |
| Олишевская    | Олишевка        | 17                        |
| Козелецкая    | Козелец         | 66                        |
| ІІ стан       |                 |                           |
| Кобыжченская  | Кобыжча         | 9                         |
| Бобровицкая   | Бобровица       | 9                         |
| Мостищенская  | Мостище         | 14                        |
| ІІІ стан      |                 |                           |
| Новобасанская | Новая Басань    | 16                        |
| Новобыковская | Новый Быков     | 8                         |
| Вороньковская | Вороньки        | 9                         |
| Щасновская    | Щасновка        | 9                         |
| Ярославская   | Ярославка       | 16                        |

Около 1907 года из Новобасанской волости была выделена Ядловская волость с центром в Ядловке.

## Население
Согласно переписи населения Российской империи 1897 года в уезде проживало 135 129 человек. Из них 95,22 % — малороссияне, 3,46 % — евреи, 0,99 % — русские. По состоянию на 1 января 1913 года в уезде проживало 172,3 тыс. человек (в Козельце — 6,3 тыс.).

## Образование и медицина
По состоянию на 1904 год в уезде было 50 училищ, среди них — одно 3-классное городское училище, два 2-классных министерских сельских училищ, 1 приходское городское училище, 1 городское начальное и 45 сельских начальных училищ. 46 училищ были размещены в отдельных построенных для этого зданиях, 39 полностью соответствовали своему назначению. На 154 348 жителей уезда был 4731 ученик (в том числе — 4299 крестьян). В среднем на 1 училище приходилось 3087 душ населения. 65,2 % финансирования образования осуществлялось земством, 14,2 % — поступало от сельских общин, 11,7 % — от государства. В среднем на обучение 1 учащегося было потрачено 9,65 рублей. Обучение обеспечивали 149 педагогов. Среди 610 выпускников была 91 девушка. Каникулы примерно совпадали с периодом полевых работ.
Также при некоторых храмах работали приходские школы, подчинявшихся Черниговской епархии. После открытия в селах земских школ приходские обычно прекращали свою деятельность.
Позже в Козельце начали действовать мужская гимназия (1912), женская прогимназия (1914), Козелецкое высшее начальное училище (1913).
Уезд был разделен на больничные округа. Кроме больницы и богадельни Евреинова в Козельце, по состоянию на 1906 в уезде действовали лечебницы в Олишевке, Ярославке и Кобыжче, амбулатории в Новом Быкове и Щасновке, приемные в Чемере и Бобровице.

## Галерея
- Уездное правление
- Карта уезда

## Источник
- Козелец, город // Энциклопедический словарь Брокгауза и Ефрона : в 86 т. (82 т. и 4 доп.). — СПб., 1890—1907.